# Щепарёв, Андрей Михайлович
Андрей Михайлович Щепарёв (22 апреля 1974, Белорецк, Башкирская АССР, РСФСР, СССР) — российский тренер по биатлону, заслуженный тренер России (2006), заслуженный работник физической культуры Республики Башкортостан (2017), мастер спорта России (1995), чемпион России (1994).

## Биография
Щепарёв Андрей Михайлович родился 22 апреля 1974 года в городе Белорецк Республики Башкортостан.
С раннего возраста занимался спортом — сначала горнолыжным, затем перешёл в биатлон. Является воспитанником ДЮСШ спортклуба «Металлург» города Белорецка. Тренировался под руководством опытных наставников — В.В. Аверьянова, Ф.Ф. Ахмадиева и В.З. Зайнашева.
В 1995 году окончил Башкирский государственный педагогический институт по специальности «Физическая культура и спорт».  
С начала 1990-х активно участвовал в соревнованиях на региональном и федеральном уровнях. В годы спортивной карьеры был постоянным участником всероссийских соревнований. 
В 1994 году стал чемпионом России по биатлону, а в 1995 году ему было присвоено звание мастера спорта России. Отличался высокой скоростной подготовкой и стабильной стрельбой.
С 1998 года Андрей Михайлович полностью посвятил себя тренерской деятельности. Более 25 лет он готовит спортсменов в спортивной школе олимпийского резерва по биатлону в Уфе и в ДЮСШ № 1 города Белорецка. Обладает высшей квалификационной категорией тренера-преподавателя, активно использует современные методики подготовки спортсменов, сочетая индивидуальный подход с командной работой.
Среди его воспитанников — мастера спорта международного класса и мастера спорта России:
- Мария Косинова (МСМК),
- Екатерина Бузорина (МС),
- Мария Сергеенко (МС),
- Антон Щепарёв (МС),
- Елена Дарьина (МС),
- Станислав Ефимов (МС),
- Дмитрий Полетавкин (МС).

Эти спортсмены неоднократно становились победителями и призёрами всероссийских и международных соревнований, в том числе этапов Кубка мира, чемпионатов России и Европы.
С 2003 года Щепарёв принимает активное участие в организации и судействе международных соревнований, включая чемпионат мира по летнему биатлону (2006), отборочные соревнования к чемпионатам и первенствам мира, которые проходили в Уфе, Ижевске, Екатеринбурге и других городах. Прошёл судейскую аттестацию, участвовал в международных семинарах (Уфа, Зальцбург), проводимых под руководством таких специалистов, как А.Н. Куракин, В.И. Беляев, М. Ткаченко, В.И. Мелихов.

## Достижения и звания
- Знак «Лучший спортсмен Республики Башкортостан» (2005)[2].
- Заслуженный тренер России (2006),
- Заслуженный работник физической культуры Республики Башкортостан (2017),
- Лауреат премии в номинации «Лучший тренер».
- Серебряный (2003, 2004 - эстафета-кросс 4х4 км) и бронзовый (2001 - эстафета-кросс 4х6 км) призер чемпионатов мира по летнему биатлону.
- Чемпион Европы по летнему биатлону (2004 - спринт-кросс на 4 км, смешанная эстафета-кросс 2х3 км + 2х4 км).
- Серебряный призер чемпионата Европы по летнему биатлону (2004 - гонка преследования-кросс на 6 км).
- Серебряный (спринт-кросс на 4 км) и бронзовый (гонка преследования-кросс на 5 км, масс-старт-кросс на 6 км) призер чемпионата России по летнему биатлону (2004).

## Семья
Его брат Алексей Щепарёв - мастер спорта международного класса, чемпион Европы и России по летнему биатлону, призёр чемпионатов мира и обладатель Кубка России.